# Falkenberg Station
Falkenberg Station er en svensk jernbanestation nær Falkenberg. Stationen er bygget 2008. Den erstattet Falkenbergs gamle station (i brug 1886-2008).

## Trafik
Eneste togtrafik til/fra Falkenberg Station er Øresundstog. De kører mellem Göteborg og Østerport, via bl.a. Varberg, Halmstad, Ängelholm, Helsingborg, Malmö og Kastrup. Det er bustrafik til Falkenberg centrum.
| Foregående station    |  | Veolia              |  | Efterfølgende station |
| --------------------- |  | ------------------- |  | --------------------- |
| Halmstad Cmod Malmö C |  | ÖresundstågGöteborg |  | Varbergmod Göteborg C |

| Jernbane | Spire Denne jernbaneartikel er en spire som bør udbygges. Du er velkommen til at hjælpe Wikipedia ved at udvide den. |

56°55′10″N 12°30′28″Ø / 56.9194°N 12.5078°Ø